# Pellobunus haitiensis
Pellobunus haitiensis is een hooiwagen uit de familie Samoidae.